# 手紙 (東野圭吾)
『手紙』（てがみ）は、東野圭吾の小説。犯罪加害者の親族の視点に立って、その心情の動向を丹念に追った作品である。
2001年7月1日から2002年10月27日まで「毎日新聞」日曜版に連載され、2003年3月1日に毎日新聞社から単行本が刊行された。第129回直木賞候補作である。
2006年11月の映画化に合わせて、10月10日に文春文庫版が刊行された。文庫版は1か月で100万部以上を売り上げ、同社最速のミリオンセラーとなった。発行部数は、2018年8月時点で240万部に達している。
2008年に舞台化。
2016年と2017年にミュージカルが上演された。
2018年にテレビドラマ化された。

## あらすじ
弟と2人暮らしの武島剛志は、弟の大学進学費用を稼ぐため空き巣に入り、予期せず強盗殺人を犯して逮捕される。高校生の弟・直貴は、突然独りぼっちになり途方に暮れる。なんとか謝罪しようと被害者宅を訪れるも、遺族の姿を見かけただけで直貴は逃げ出してしまう。高校の卒業式を二日後に控えた彼の元に、獄中の兄から初めての手紙が届く。それから月に一度、刑務所の小さなマークが押された手紙が届くようになる。
進学を諦めて就職した直貴は、同僚の学ぶ姿に刺激を受け、大学通信講座を受講する。講座仲間と組んだアマチュアバンドは人気となり、朝美という裕福な家の令嬢と結婚を考えるほど親密な関係になる。しかし、「殺人犯の弟」という素性が知られ、結婚もバンド活動も破綻してしまう。
それでも直貴は大学を卒業し、電気メーカーに就職する。兄の存在を承知の上で応援し続けてくれた由美子と結婚し、娘を授かる。しかし、社宅内で噂が広まり、幼い娘がいじめに遭う事態となる。獄中の兄の平穏な日々とは裏腹に、幸せを掴もうとするたびに、直貴の前に「強盗殺人犯の弟」というレッテルが立ちはだかり、正々堂々と生きていく意味を見失った直貴は、獄中の兄に宛て、「家族のために兄貴を捨てる」と絶縁の手紙を送る。
高校生の頃に逃げ出した被害者遺族の元へ、謝罪のため直貴は向かう。家に上がることを許した被害者の息子・忠夫は、剛志から毎月届いた開封済みの手紙の束を見せ、「彼にとっての般若心経だ」と理解を示す。最後の手紙には、自分の手紙が弟や忠夫を苦しめていたことへの謝罪の言葉が綴られていた。

## 登場人物
武島直貴
本作の主人公。高校3年生の時、兄・剛志が強盗殺人を犯したことにより、孤独な人生を歩むことになる。
武島剛志
強盗目的であったが、結果として殺人を犯してしまう。独り残された弟・直貴を案じ、獄中から月に一度手紙を送り続けている。
白石由実子
関西弁で、積極的に直貴にアプローチを試みる女性。
中条朝美
直貴の恋人。東都女子大学の学生。
中条
中条朝美の父。大手医療機器メーカーの役員。
嘉島孝文
中条朝美の従兄であり、婚約者。
梅村
直貴の高校時代の担任教師。
倉田
直貴がリサイクル会社に勤務していた際、同じ部屋で暮らしていた季節労働者。直貴が大学の通信教育を受けるきっかけを与える。
福本
直貴が高校卒業後に就職したリサイクル会社の社長。
寺尾祐輔
直貴が受講した大学通信講座の同級生。直貴を自身のアマチュアバンドのボーカルに誘う。
立野
直貴がリサイクル会社に勤務していた際の同僚。
平野
直貴が大学卒業後に就職した新星電機の社長。
町谷
新星電機の社員。直貴の1年先輩で、同じ社宅に引っ越してくる。
緒方
強盗殺人の被害者。一人暮らしの資産家の老女。
緒方忠夫
被害者の遺族。被害者の長男。

## 書誌情報
- 単行本：2003年3月[3]、毎日新聞社、ISBN 978-4-620-10667-0
- 文庫本：2006年10月10日[1]、文春文庫、ISBN 978-4-16-711011-6

## 映画
2006年11月3日に丸の内ルーブル他全国松竹・東急系で公開された。
主人公・武島直貴は、原作ではバンドを結成するが、映画では漫才コンビを結成する。

### キャスト（映画）
武島直貴
演 - 山田孝之
主人公。両親と死別し、兄と2人暮らし。後に人生の転機を迎えるたびに兄の過去の犯罪が付きまとう。愛する家族を守るために、ある決断をする。
武島剛志
演 - 玉山鉄二
直貴の兄。直貴を大学に行かせるための金欲しさから強盗殺人を犯してしまう。直貴を思う気持ちから刑務所から手紙を書き続ける。
白石由実子
演 - 沢尻エリカ
基本的に原作通り関西弁で喋る。
直貴に一方的にアプローチし、後に精神的支えとなる。彼女もまたある事情を抱えていた。
中条朝美
演 - 吹石一恵
直貴の恋人。犯罪者のために、顔に一生消えない傷を負ってしまう。
中条
演 - 風間杜夫
GSコーポレーション専務。朝美の父。
嘉島孝文
演 - 山下徹大
朝美の婚約者。
寺尾祐輔
演 - 尾上寛之
直貴の同級生であり友人で、お笑いコンビ「テラタケ」を結成する。
中盤で剛志のことで直貴から解散を切り出された際、誤解から直貴を殴ってしまい関係が険悪になってしまうが、後に直貴の真意を知って和解する。
緒方
演 - 高田敏江
剛志の犯罪被害者。緒方忠夫の母。
緒方忠夫
演 - 吹越満
剛志の犯罪被害者の息子。
平野
演 - 杉浦直樹
直貴の勤務先であるケーズデンキの会長。
ケーズデンキ店長
演 - 小林すすむ
直貴に倉庫への異動を言い渡す。
倉田
演 - 田中要次
直貴の仕事場の先輩。過去に千葉刑務所に服役。
バーのマスター
演 - 松澤一之
直貴のバイト先
神山裕子
演 - 石井苗子
お笑いコンビ「テラタケ」の所属事務所社長。
刑務所の慰問歌手
演 - 若山かずさ
アパートの管理人
演 - 螢雪次朗
食堂のおばちゃん
演 - 松浦佐知子
食堂のおばちゃん
演 - 山田スミ子
食堂のおばちゃん
演 - 鷲尾真知子
レポーター
演 - 寺田千穂
その他
- 原実那
- 沢本ゆきみ
- 深沢菜央
- 司容熱子
- 宇和川士朗
- 関根由佳梨
- 大橋智和
- 佐伯直之
- 安田暁
- 有川マコト
- 影山英俊
- 猪口卓治
- 岩佐まり
- マシンガンズ（西堀亮、滝沢秀一）
- 360°モンキーズ（山内崇、杉浦双亮）
- ダーリンハニー（長嶋智彦、吉川正洋）

### スタッフ（映画）
- 企画：永江信昭、熱田俊治
- プロデューサー：朴木浩美、橋口一成
- ラインプロデューサー：新津岳人
- 監督補：川原圭敬
- 助監督：高橋正弥
- 音楽プロデューサー：志田博英
- 主題歌：高橋瞳 「コ・モ・レ・ビ」
  - 挿入曲：小田和正「言葉にできない」 / 若山かずさ「縁切寺」ほか全12曲
- 撮影：藤石修
- 照明：磯野雅宏
- 録音：北村峰晴
- 美術：山崎輝
- 記録：長坂由起子
- 製作担当：増子美和
- アソシエイトプロデューサー：水上繁雄、角田豊
- スタイリスト：平尾俊、今村文子
- ヘア・メイクアップデザイン：井川成子
- 宣伝プロデューサー：三神昌彦
- アシスタントプロデューサー：伊集院文嗣、齋木惠子、三橋陽子
- 音楽エグゼクティブ：熊部太郎
- お笑い協力：太田プロダクション
- 漫才監修：水野宗徳
- 特別協力：日本郵政公社
- 制作プロダクション：葵プロモーション
- 製作：2006 『手紙』 製作委員会（ギャガ、日活、葵プロモーション、毎日新聞社、スターダストピクチャーズ、レントラックジャパン、東急レクリエーション、ソニー・ミュージックエンタテインメント）

## 舞台

### 舞台
2008年4月に舞台劇『手紙』として上演。菱田信也脚色・演出で演劇化された。

#### キャスト（2008年）
キャストは武島直貴役に相葉弘樹、武島剛志役に進藤学、白石由実子役は富田麻帆。

### ミュージカル
2016年1月に、ミュージカル『手紙』として、新国立劇場小劇場、新神戸オリエンタル劇場、枚方市民会館大ホールにて上演。脚本・作詞は高橋知伽江、演出は藤田俊太郎、作曲・音楽監督・作詞は深沢桂子が担当。
2017年1月には、ミュージカル『手紙』として再演された。新国立劇場 小劇場、新神戸オリエンタル劇場で上演。再演とは言わず、新たに「2017年度版」として上演された。2017年版は弟役がダブルキャストになり新曲が登場、ラストシーンも変更された。また、2018年・2019年には脚本や楽曲はそのままで中国・上海でも上演された。
2022年3月に、『ミュージカル「手紙」2022』として東京建物 Brillia HALLで上演。演出は2016年版・2017年版に続き、演出を藤田俊太郎、脚本・作詞を高橋知伽江、作曲・音楽監督・作詞を深沢桂子が担当する。
2025年3月・4月に、『ミュージカル「手紙」2025』として東京建物 Brillia HALL、SkyシアターMBS、岡山芸術創造劇場 ハレノワ 大劇場にて上演。今回も、演出は藤田俊太郎、脚本・作詞は高橋知伽江、作曲・音楽監督・作詞は深沢桂子。

#### キャスト（2016年）
- 武島直貴：三浦涼介
- 武島剛志：吉原光夫
- 白石由実子：北川理恵[14]
- 寺尾祐輔：廣瀬大介
- 平野：川口竜也
- 中条朝美：礒部花凜
- 嘉島孝文：上野哲也
- コータ：岡本悠紀
- アツシ：和田雅成

#### キャスト（2017年）
- 武島直貴：柳下大、太田基裕※ダブルキャスト
- 武島剛志：吉原光夫
- 白石由実子：小此木まり
- 寺尾祐輔：藤田玲
- 平野：川口竜也
- 中条朝美：和田清香
- 嘉島孝文：染谷洸太
- コータ：加藤良輔
- アツシ：GOH IRIS WATANABE
- 緒方敏江：五十嵐可絵
- 検事：山本紗也加

#### キャスト（2022年）
- 武島直貴：村井良大
- 武島剛志：spi
- 由実子：三浦透子
- ユースケ：中村嶺亜（7 MEN 侍 / ジャニーズJr.）
- コータ：佐々木大光（7 MEN 侍 / ジャニーズJr.）
- アツシ：今野大輝（7 MEN 侍 / ジャニーズJr.）
- 朝美：青野紗穂
- 孝文 / 忠夫：染谷洸太
- 検事：遠藤瑠美子
- 緒方敏江：五十嵐可絵
- 平野：川口竜也

#### キャスト（2025年）
- 武島直貴 - 村井良大
- 武島剛志 - spi
- 由実子 - 優河
- 祐輔 - 鈴木悠仁
- コータ - 青木滉平
- アツシ - 稲葉通陽
- 朝美 - 青野紗穂
- 忠夫 - 染谷洸太
- 担任 - 遠藤瑠美子
- 緒方敏江 - 五十嵐可絵
- 平野 - 川口竜也
- 実紀 - 江原璃莉、君塚歌奏※ダブルキャスト

### 朗読劇
劇団扉座の横内謙介が脚本・演出を手がけ、2人芝居として上演。キャストは福田悠太と高田翔、越岡裕貴と室龍太の組み合わせで、紀伊國屋サザンシアター TAKASHIMAYAで2021年9月16日から20日までの全8公演を4公演ずつ上演された。
2024年9月、『音楽朗読劇「手紙」』として、博品館劇場にて上演。脚本・演出は林明寛が担当。ピアノの生演奏に乗せて音楽朗読劇が立ち上げられる。

#### キャスト（2021年）
- 武島剛志：福田悠太（ふぉ〜ゆ〜） / 越岡裕貴（ふぉ〜ゆ〜）
- 武島直貴：高田翔 / 室龍太

#### キャスト（2024年）
- 武島直貴：三浦涼介
- 白石由実子：樋口日奈、山口乃々華 ※ダブルキャスト
- 倉田、緒方、店長、検察官、刑事：内海光司
- パク・タカフミ、竹内：テジュ
- 寺尾祐輔、町谷、同級生：谷佳樹、石渡真修 ※ダブルキャスト
- 中条朝美、町谷妻：根岸愛、金子雅 ※ダブルキャスト
- 老婦人、高橋母：霧生多歓子
- 平野社長、梅村先生、中条父：中西良太
- 武島剛志：細貝圭
- ピアノ：金森大

## テレビドラマ
『東野圭吾 手紙』のタイトルでテレビ東京系で2018年12月19日に放送された。主演は亀梨和也。ドラマ化にあたり原作者の東野圭吾は、「『手紙』は私自身が答えを探しながら書き継いでいった作品です。亀梨さんも演技を通じて何らかの答えを発見されるのではと思います」とコメントした。

### キャスト（テレビドラマ）
- 武島直貴 - 亀梨和也
- 武島剛志 - 佐藤隆太
- 白石由実子 - 本田翼
- 中条朝美 - 広瀬アリス
- 嘉島孝文 - 中村倫也
- 寺尾祐輔 - 高橋努
- 町谷健二 - 眞島秀和
- 中条京子 - 西田尚美
- 居酒屋店長 - 渡辺いっけい
- 緒方忠夫 - 田中哲司
- 中条浩臣 - 榎木孝明
- 平野宗一郎 - 小日向文世
- 緒方敏江 - 白川和子
- ホーチャンミ、冨永竜、大野泰広 ほか

### スタッフ（テレビドラマ）
- 原作 - 東野圭吾『手紙』
- 脚本 - 池田奈津子
- 監督 - 深川栄洋
- 音楽 - 福廣秀一朗
- サウンドデザイン - 石井和之
- 音響効果 - 齊藤昌利
- タイトルとロールの字 - 宮沢光華
- ギター指導・演奏 - 小谷哲典
- 刑務所監修 - 加藤正明
- スタントコーディネーター - 小池達朗、大石将史（アルファスタント）
- 技術協力 - ビデオスタッフ
- 美術協力 - フジアール
- CG - マリンポスト
- チーフプロデューサー - 中川順平（テレビ東京）
- プロデューサー - 田辺勇人（テレビ東京）、高石明彦（The icon）、古林都子（The icon）
- 制作協力 - The icon
- 製作著作 - テレビ東京